# Medal Afryki Południowej (1877–1879)
The South Africa Medal 1877–1879 znany też jako Zulu War Medal – jeden z medali kampanii brytyjskich ustanowiony w roku 1880.

## Zasady nadawania
Medal nadawany za wojnę z Zulusami w Afryce Południowej.
Najlepiej znane kampanie, za które był przyznawany to bitwy pod Isandhlwana i Rorke’s Drift, jednak nadawany był za wiele innych kampanii przeciwko:
- plemionom Galeka i Gaika – 1877–1878;
- wodzowi Pokwane – 1878;
- ludom Griqua – 1878;
- Zulusom pod Cetshwayo – 1879;
- wodzowi Sekukumi – 1879;
- wodzowi Moorosi – 1879.

## Klamry medalu
Nadawano 6 klamr ale tylko jedną na medal, każda z nich zawierała datę lub daty służby nagrodzonego. Medal był również nadawany bez klamr tylko dla żołnierzy zatrudnionych w prowincji Natal podczas wojny z Zulusami.
- 1877
- 1877–8
- 1877–8–9
- 1878
- 1878–9
- 1879

## Opis
Nazwisko i numer jednostki nagrodzonego były wygrawerowane na grzebiecie medalu wielkimi literami.
Awers: profil królowej Wiktorii i napis Victoria Regina
Rewers: wizerunek przyczajonego lwa nad skrzyżowaną tarczą zuluską z assagajami, na górze napis SOUTH AFRICA